# 秭归郡
秭归郡，中国南北朝时设置的郡。
北周置，治所在长宁县（今湖北省秭归县）。属信州，辖境约今湖北省巴东县一带。隋朝开皇初废秭归郡，长宁县复名秭归县，属巴东郡。 